# Gerald Grosvenor, 4. Duke of Westminster

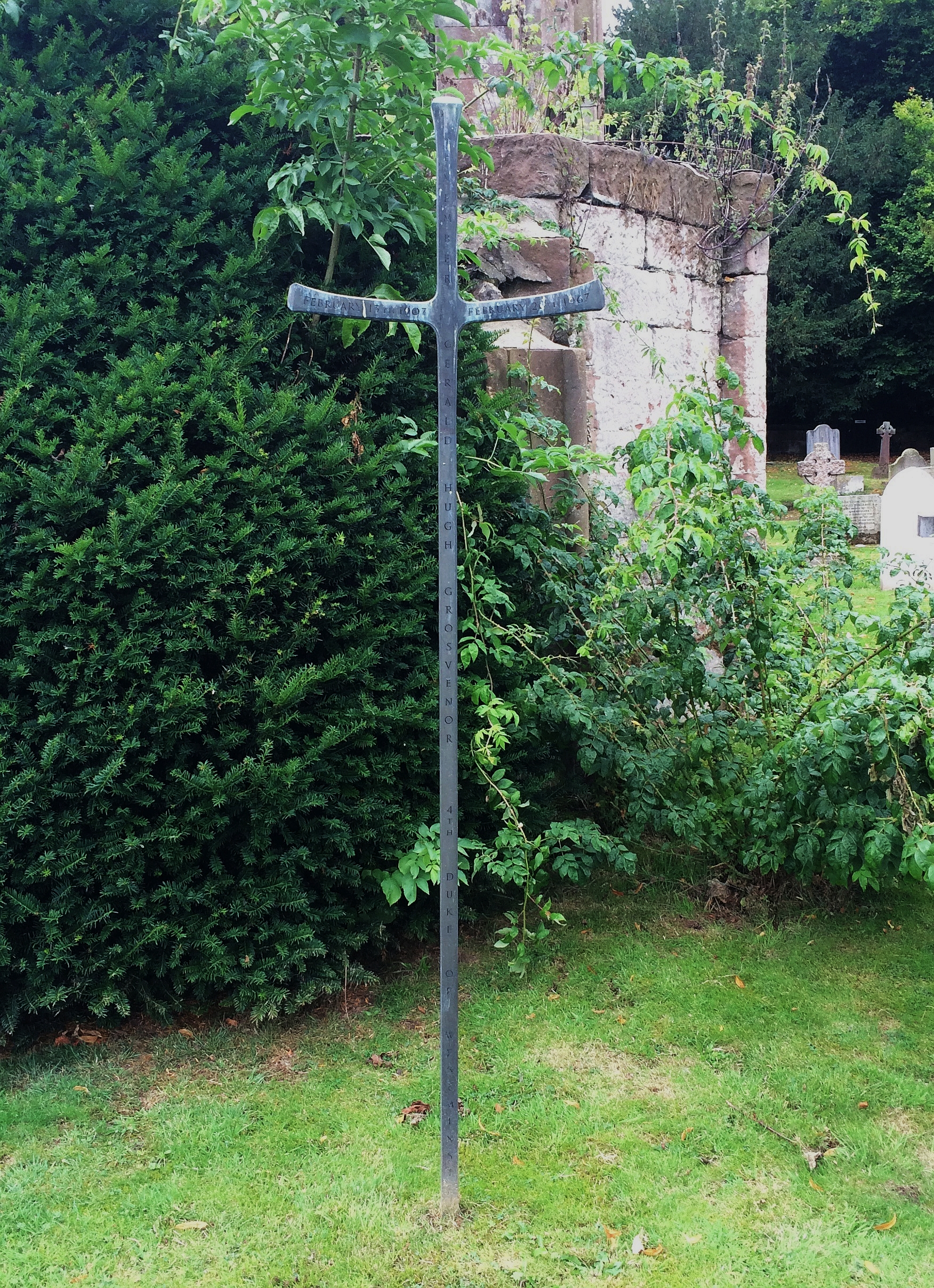
Grab von Gerald Grosvenor, 4. Duke of Westminster, in Eccleston, Cheshire

Gerald Hugh Grosvenor, 4. Duke of Westminster, DSO PC, (* 13. Februar 1907; † 25. Februar 1967 in Saighton, Cheshire) war ein britischer Aristokrat und Offizier.
Gerald Grosvenor war der ältere von zwei Söhnen des Lord Hugh William Grosvenor (1884–1914) aus dessen Ehe mit Lady Mabel Crichton (1882–1944), Tochter des 4. Earl Erne. Sein Vater war der dritte Sohn des Hugh Grosvenor, 1. Duke of Westminster. 1945 heiratete Grosvenor Sally Perry († 1990); das Paar hatte keine Kinder. Die Familie Westminster gilt bis heute als die reichste adlige Familie des Vereinigten Königreichs.
Er besuchte das Eton College und absolvierte eine Kadettenausbildung an der Royal Military Academy Sandhurst. 1926 trat er als Second Lieutenant in das Regiment der 9th Queen’s Royal Lancers ein. 1929 wurde er zum Lieutenant, 1936 zum Captain und 1943 zum Major befördert. Von 1936 bis 1938 diente er als Adjutant des Regiments; anschließend wurde er Adjutant der Nottinghamshire Yeomanry, einem Verband der britischen Territorialarmee. Im Zweiten Weltkrieg kommandierte er sein Regiment als Lieutenant-Colonel. Am 18. Juli 1944 wurde er von einem Granatsplitter schwer am Bein verletzt und litt für den Rest seines Lebens an Anfällen von Sepsis.
1947 wurde Gerald Grosvenor als Invalide aus der Armee entlassen, aber 1950 als Lieutenant der Army Cadet Force, einer Armeeorganisation für Jugendliche, wieder eingesetzt. 1952 wurde er im Rang eines Exon bei den Yeomen of the Guard aufgenommen. Am 18. Februar 1955 wurde er zum Honorary Colonel der Cheshire Yeomanry und am 19. Mai 1961 zum Colonel of the Regiment der 9th/12th Royal Lancers ernannt. 1959 war er High Sheriff von Cheshire und von 1964 bis 1967 Lord Steward of the Household.
1963 erbte er beim kinderlosen Tod seines Halbcousins William Grosvenor, 3. Duke of Westminster, dessen Adelstitel als 4. Duke of Westminster, 6. Marquess of Westminster, 7. Earl Grosvenor, 7. Viscount Belgrave, 7. Baron Grosvenor und 13. Baronet, of Eaton, und wurde dadurch auf Lebenszeit Mitglied des britischen House of Lords. Im selben Jahr gab er den Auftrag, den pompösen Familiensitz Eaton Hall abreißen zu lassen, zu einer Zeit, als viktorianische Architektur nicht sonderlich geschätzt war. Das alte Gebäude wurde durch ein wesentlich kleineres, moderneres Gebäude ersetzt. Diese Entscheidung zum Abriss wurde Jahrzehnte später von Historikern und Architekten bedauert.
Gerald Grosvenor starb 1967 im Alter von 60 Jahren an den Folgen einer Operation in seinem Haus Saighton Grange und vererbte seinen Titel an seinen Bruder Robert Grosvenor.